# 鹿野道彦
鹿野道彦（1942年1月24日—2021年10月21日）是日本的政治家，是民主党所属的众议院议员（11期）、农林水产大臣（第52、53代）。历任众议院运输委員長、农业水产大臣（第14代）、总务厅長官（第12代）、新党未來代表、国民之声代表、民政党幹事長、民主党副代表、衆議院预算委員長。父亲是原众议院议员鹿野彦吉。
鹿野是自由民主党清和会出身，在民主党内屬新奇派。鹿野精通农林水产相關行政事務，在海部内阁、菅直人内阁和野田内阁中担任农林水产大臣。

## 生平
鹿野毕业自学习院大学政治经济学部。此后成为其父，众议院议员鹿野彦吉的秘书。
1989年，鹿野在第1次海部内阁被任命為农林水产大臣，首次加入政府内阁。卸任农林水产大臣后，作为党副干事长和党内的政治改革本部委员提出政策建议。
在1992年的宫泽改造内阁被任命為总务厅长官，第2次参加内阁。在任总务厅长官期間，致力削减許认可权和推進規制改革，並因有志於推进政治改革而加入由海部俊树前首相担任会长的政治改革推进议员联盟。
2003年12月，在民主党「次的内阁」就任农林水产大臣。
2004年9月，民主党新设常务干事会议长，鹿野就任此職。翌年，在眾議院選舉中落选。
2010年9月，在菅直人改造内阁擔任农林水产大臣。
在2013年的參議院選舉中代表民主黨參選但落選，繼而從政界引退。

## 荣誉

### 日本勋章奖章
- 旭日大绶章（2014年4月29日公布[3]）

### 外国勋章奖章
- 农业功绩骑士勋章（法国农业部，2012年7月24日于东京颁发[4]）